# Liste der Monuments historiques in Bazeilles-sur-Othain
Die Liste der Monuments historiques in Bazeilles-sur-Othain führt die Monuments historiques in der französischen Gemeinde Bazeilles-sur-Othain auf.

## Liste der Objekte
| Bezeichnung                                                     | Beschreibung                                                                            | Standort                       | Kennzeichnung | Schutzstatus | Datum | Bild |
| --------------------------------------------------------------- | --------------------------------------------------------------------------------------- | ------------------------------ | ------------- | ------------ | ----- | ---- |
| Epitaph für Gérard de Malmédy                                   | Stein, bemalt, bezeichnet 1507                                                          | in der Kirche St-Martin (Lage) | PM55001568    | Inscrit      | 1991  |      |
| Hauptaltar                                                      | Altartisch, Altaraufbau, Tabernakel, Retabel und drei Skulpturen; Holz, 18. Jahrhundert | in der Kirche St-Martin (Lage) | PM55000105    | Classé       | 1980  |      |
| Skulptur einer Heiligen                                         | Stein, ehemals farbig gefasst, 18. Jahrhundert                                          | in der Kirche St-Martin (Lage) | PM55001565    | Inscrit      | 1979  |      |
| Epitaph für Gratian und Jean de Laval                           | Stein, bemalt, bezeichnet 1587                                                          | in der Kirche St-Martin (Lage) | PM55001136    | Classé       | 1995  |      |
| Epitaph für Jean-Michel de Wopershow und Anne-Béatrix de Heyden | Kalkstein, bemalt, bezeichnet 1728 und 1768                                             | in der Kirche St-Martin (Lage) | PM55001566    | Inscrit      | 1991  |      |
| Epitaphe für Jean de Malmédy und Jeanne d’Ypres                 | Kalkstein, bemalt, bezeichnet 1566 und 1587                                             | in der Kirche St-Martin (Lage) | PM55001567    | Inscrit      | 1991  |      |
| Kelch                                                           | Silber, vergoldet, 17. Jahrhundert                                                      | in der Kirche St-Martin (Lage) | PM55000869    | Classé       | 1991  |      |
| Reliquienmonstranz                                              | Silber, bezeichnet 1663                                                                 | in der Kirche St-Martin (Lage) | PM55000107    | Classé       | 1980  |      |
| Kanzel                                                          | Eichenholz, drittes Viertel des 18. Jahrhunderts                                        | in der Kirche St-Martin (Lage) | PM55001569    | Inscrit      | 1998  |      |
| Monstranz                                                       | Silber, vergoldet, 17. Jahrhundert                                                      | in der Kirche St-Martin (Lage) | PM55000106    | Classé       | 1980  |      |